# Нічний клуб

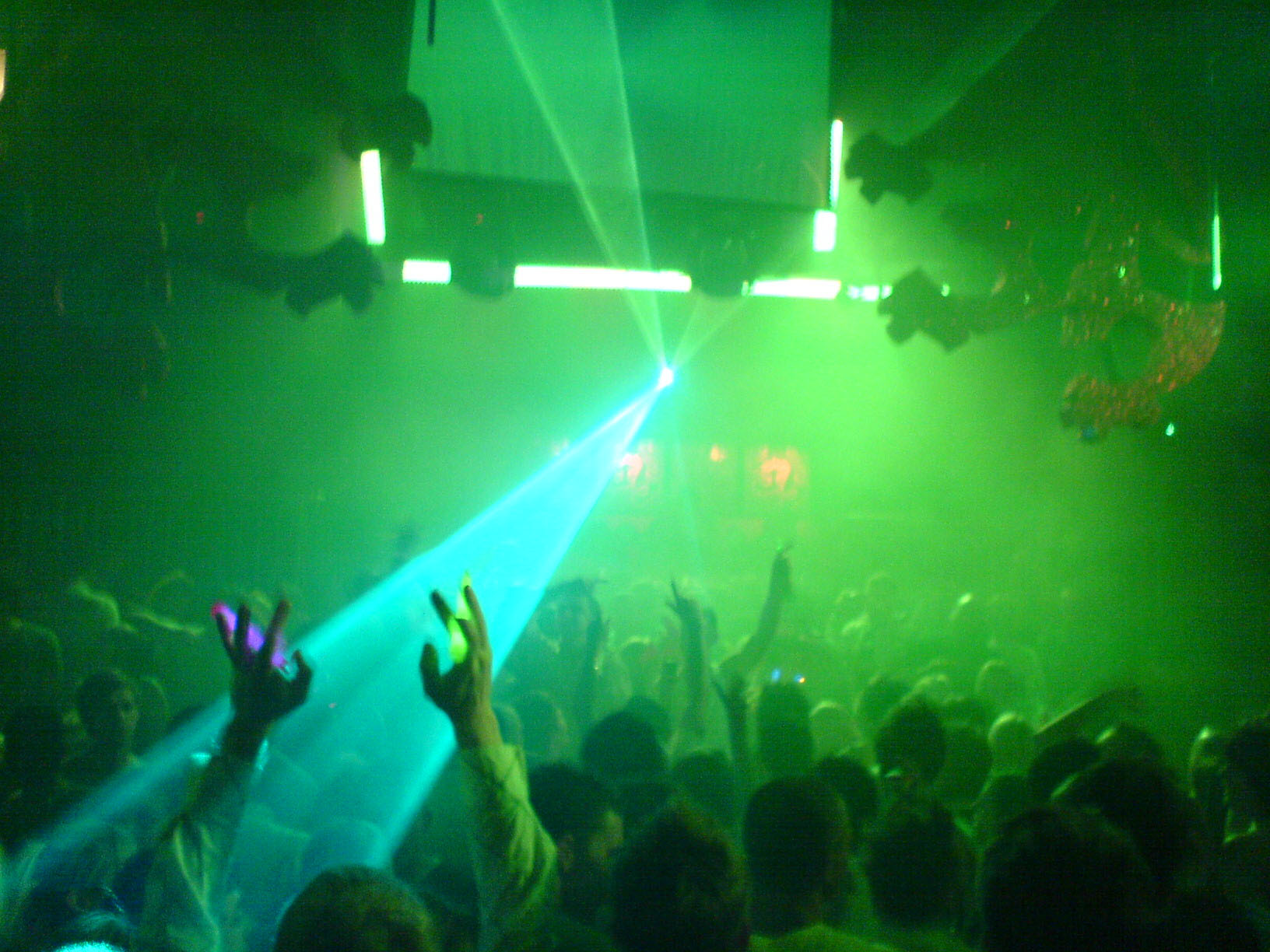
Gatecrasher — міжнародний клубний бренд, відомий подіями танцювальної музики "Crasher", які проводилися в нічному клубі Republic у Шеффілді

Нічни́й клуб (англ. night club) — розважальний заклад, що працює зазвичай з пізнього вечора до ранку, призначений для проведення вільного часу (насамперед, для молоді).
Основна особливість (атрибут) нічного клубу — це танцпол (танцювальний майданчик) і «живі» виступи ді-джеїв, які відтворюють свої сети крізь потужну звукопідсилювальну апаратуру. Також в нічних клубах можуть давати концерти музичні гурти або популярні співаки/співачки.
Зазвичай в клубах є бар, чіл-аут — місце, в якому можна посидіти в тихій атмосфері зі спокійнішою музикою. Часто в клубах присутній дрес-код і фейс-контроль. В клубах немає єдиного музичного формату, бо кожен клуб спеціалізується на своїй цільовій аудиторії відвідувачів.